# Antoni Basiński
Antoni Bogusław Basiński (ur. 22 marca 1905 w Częstochowie, zm. 24 września 1990 w Toruniu) – profesor, od 1976 roku członek rzeczywisty Polskiej Akademii Nauk. Polski chemik, jeden z organizatorów Uniwersytetu Mikołaja Kopernika.

## Życiorys
Urodził się 23 marca 1905 w Częstochowie, w rodzinie Antoniego, lekarza wojskowego, i Roberty z Możdżeńskich. Miał brata Karola. Uczęszczał do gimnazjum w Smoleńsku, maturę zdał w 1923 roku w Gimnazjum Państwowym im. Kochanowskiego w Radomiu. Studiował na Uniwersytecie Stefana Batorego w Wilnie pod kierunkiem Edwarda Bekiera. Ukończył studia w 1928 roku i wyjechał na staże do Zurychu oraz Utrechtu. Stopień doktora uzyskał w 1932 roku na Eidgenössische Technische Hochschule (ETH) w Zurychu. Jego rozprawa doktorska, zatytułowana Uber die Stabilitat der negativen und positiven Halogen- und Rhodansilbersole była wykonywana pod kierownictwem Georga Wiegnera. Habilitację uzyskał w 1935 roku na Uniwersytecie Stefana Batorego na podstawie rozprawy Badania nad trwałością koloidów halogenowych srebra.
Wojnę spędził w Wilnie, po likwidacji uniwersytetu pracował jako robotnik i brał udział w tajnym nauczaniu.
Po wojnie trafił do Torunia, 24 sierpnia 1945 został zatrudniony na tworzonym tam Uniwersytecie Mikołaja Kopernika. 1 października został powołany prowizorycznie na stanowisko profesora nadzwyczajnego przez rektora, który powierzył mu organizację nauczania kierunków chemicznych. W latach 1945–1951 kierował Katedrą Chemii Nieorganicznej, działającą w strukturze Wydziału Matematyczno-Przyrodniczego. Po utworzeniu, w 1951 roku Wydziału Matematyki, Fizyki i Chemii, zorganizował i do 1969 roku kierował Katedrą, a później Zakładem Chemii Fizycznej. W latach 1952–1956 pełnił funkcję rektora UMK. Na emeryturę odszedł w 1975 roku.
Prowadził badania fizykochemiczne, zajmował się własnościami koloidów i związków wielkocząsteczkowych (głównie zoli chlorowcowych soli srebra), a także kinetyką chemiczną.
Zmarł 24 września 1990 w Toruniu i został pochowany na ewangelickim cmentarzu św. Jerzego (sektor B-4-26).
Od 1935 roku był mężem Haliny Kontowtt (1903–1983), chemika, profesora UMK. Ich córka, Zofia Libuś, też została profesorem chemii.

## Ordery i odznaczenia
- Krzyż Komandorski z Gwiazdą Orderu Odrodzenia Polski[3]
- Medal Komisji Edukacji Narodowej[3]
- Odznaka „Zasłużony Nauczyciel PRL” (1970)[3]
- Odznaka honorowa „Za szczególne zasługi dla rozwoju województwa bydgoskiego”[3]

## Wyróżnienia i nagrody
- 1967 – Medal Jana Zawidzkiego (Polskie Towarzystwo Chemiczne)
- 1968 – Medal Jędrzeja Śniadeckiego (Polskie Towarzystwo Chemiczne)
- 1977 – Medal UMK
- 1979 – członkostwo honorowe Polskiego Towarzystwa Chemicznego
- 1980 – doktorat honoris causa Uniwersytetu Mikołaja Kopernika[4]

## Wybrane publikacje
- Badania nad szybkością rozpuszczania się metali w wodnych roztworach soli (Warszawa, 1930, wspólnie z Edwardem Bekierem)
- Ćwiczenia rachunkowe z chemji fizycznej (Warszawa, Komitet Wydawniczy Podręczników Akademickich, 1935)
- W sprawie teorii adsorbcyjnej rozpuszczania (1937)
- O trwałości hydrozoli haloidków srebra (1937, wspólnie z S. Sawicką)
- O koagulacji hydrozolu jodku srebra (1938)
- Chemia nieorganiczna i ogólna: skrypt przeznaczony dla studiujących chemię na uniwersytetach i politechnikach (1950)
- Chemia nieorganiczna i ogólna (Państwowe Wydawnictwo Naukowe, Warszawa, 1953)
- Ćwiczenia rachunkowe z chemii fizycznej (Państwowe Wydaw. Techniczne, Warszawa, 1950)
- Słownik polskiej terminologii chemicznej: chemia czysta i wybrane dyscypliny pokrewne (Wydaw. Naukowo-Techniczne, Warszawa, 1975)
- Słownik terminologii chemicznej polsko-niemiecko-angielsko-francusko-rosyjski. Dictionary of chemical terminology – Polish-German-English-French-Russian (Wydaw. Naukowo-Techniczne, Warszawa, 1974)
- Zarys fizykochemii koloidów (Państwowe Wydaw. Naukowe, Warszawa, 1957)

## Upamiętnienie
Na Wydziale Chemii UMK odbywają się coroczne uroczyste wykłady jego imienia.